# Mahmut Demir
Mahmut Demir (ur. 21 stycznia 1970 w Suluova) – turecki zapaśnik. Złoty medalista olimpijski z Atlanty.
Walczył w stylu wolnym, w kategorii wagowej od 100 do 130 kg w czasie kariery. Startował również na igrzyskach w 1992 roku i zajął tam 4. miejsce. Zdobył osiem medali mistrzostw Europy w zapasach (trzy złote w 1993, 1995, 1996 roku, dwa srebrne w 1992 i 1994 oraz trzy brązowe w 1987, 1990 i 1991 roku). By również triumfatorem igrzysk śródziemnomorskich z 1991 roku. Trzeci w Pucharze Świata w 1990 i 1995; czwarty w 1992. Zdobywał też liczne tytuły jako junior.